# Taliana Vargas
Taliana María Vargas Carrillo (Santa Marta, 20 dicembre 1987) è una modella colombiana, incoronata Miss Colombia 2007.

## Biografia
Di origini greche ed italiane, Taliana Vargas ha rappresentato la Colombia a Miss Universo 2008, concorso svolto il 14 luglio 2008 a Nha Trang, in occasione del quale la modella colombiana si è classificata al secondo posto, dietro alla vincitrice, la venezuelana Dayana Mendoza.
Al momento dell'elezione, la Vargas era una studentessa di giornalismo presso la Northern Virginia Community College ad Alexandria, Virginia. Parla fluentemente spagnolo, inglese ed italiano, oltre che un po' di greco e di arabo. Ha lavorato come testimonial internazionale per la Elvive.